# 큰귀쥐속
큰귀쥐속(Auliscomys)은 비단털쥐과 목화쥐아과에 속하는 설치류 속이다. 3종을 포함하고 있다.

## 특징
작은 설치류로 꼬리 길이 43~118mm를 제외한 몸길이는 96~147mm이다.

## 분포
남아메리카 페루 중부에서 칠레 북부, 아르헨티나, 볼리비아 고지대에서 발견된다.

## 하위 종
- 볼리비아큰귀쥐 (Auliscomys boliviensis)
- 오색큰귀쥐 (Auliscomys pictus)
- 안데스큰귀쥐 (Auliscomys sublimis)